# Ronse
Ronse (en francés Renaix) es un municipio de Bélgica situada en la provincia de Flandes Oriental dentro de la Región Flamenca.

## Demografía

### Evolución
Todos los datos históricos relativos al actual municipio, el siguiente gráfico refleja su evolución demográfica.
| Gráfica de evolución demográfica de Ronse entre 1846 y 2019 |
|                                                             |

## Localidades hermanadas
- Jablonec nad Nisou
- Cléveris
- Sandwich
- Saint-Valery-sur-Somme
- M'saken

## Personajes ilustres
- Gil de Ronza (c. 1483-c. 1535). Escultor del Gótico tardío activo en Zamora y Salamanca.
- Cipriano de Rore (1515/1516-1565). Compositor y maestro de música flamenco del período renacentista.
- Ovide Decroly (1871-1932). Pedagogo, psicólogo, médico y docente belga.
- Estefanía de Lannoy (n. 1984). Gran duquesa heredera de Luxemburgo.
- Louis Vervaeke (n. 1993). Ciclista.